# Witenagemot

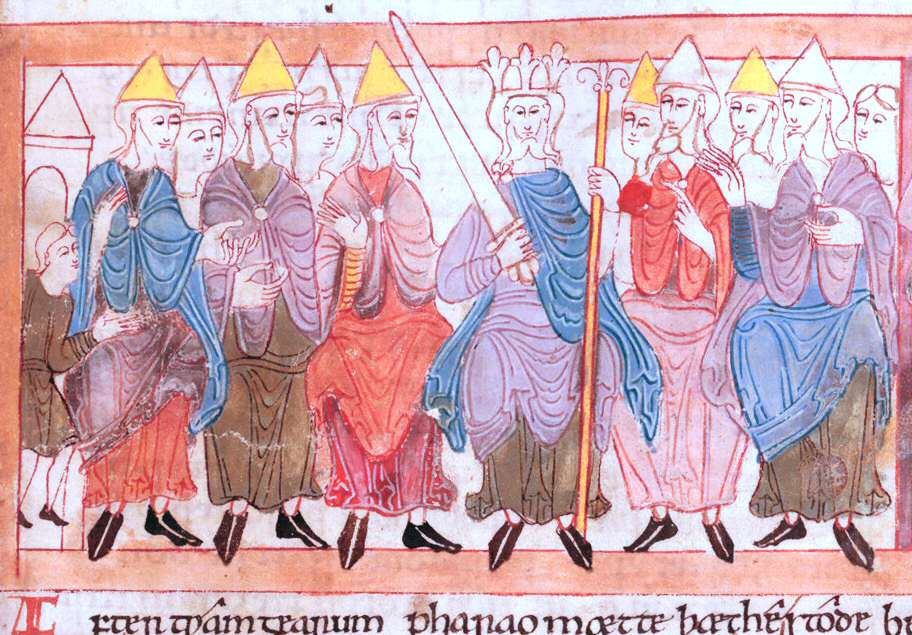
Anglosaský král obklopený členy Witenagemotu (11. století)

Witenagemot, nebo také Witena gemot byla politická instituce anglosaské Anglie, která existovala od konce 6. století až do 11. století. Název pochází ze staroanglického witena gemot – shromáždění moudrých mužů. Witenagemot fungoval původně jako národní sněm – poradní orgán krále. Jeho členy byly nejvlivnější osobnosti Anglie, a to jak církevní tak i světské. Tato instituce se zřejmě vyvinula se starogermánského všeobecného sněmu (Folkmoot). V rámci tohoto sněmu se diskutovalo o národních i místních záležitostech.

## Složení a pravomoci
Navzdory snahám historiků je přesné vymezení podstaty witenagemotu vágní a nesouvislé. Přesto existují přímá svědectví o různých aktivitách tohoto orgánu. Je známo, kdo tvořil tento sbor a kdo se účastnil jeho jednání, převážně ze seznamu svědků k jednotlivým listinám obsahujícím udělení privilegia. Odkazy na dokumenty nebo oficiální rozhodnutí sněmu jsou uchována i v textech zákonů. 
Prvním zaznamenaným aktem je zákon vydaný kentským králem Æthelberhtem asi z roku 600 a jedná se o nejstarší dochovaný dokument ve staroangličtině. Nicméně witenagemot existoval již dlouho předtím. Dohromady se dochovalo asi 2000 výsadních listin a 40 zákonů, které jsou výsledkem práce anglosaských zákonodárců. To naznačuje, že členy tohoto sněmu byli významní církevní hodnostáři i vlivní světští aristokraté. Tohoto sněmu se účastnili i členové královské rodiny a předsedal mu vždy král.
Podle současných pramenů, měli členové tohoto sněmu právo volit krále. Nicméně do 11. století byl za následníka zemřelého krále většinou vybrán prvorozený potomek. To je interpretováno tak, že se jednalo spíše o formální volbu následníka, který byl přirozeným následníkem předchozího panovníka. Tato skutečnost je dána i tím, že král měl velký vliv na to, kdo byl jmenován členem sněmu. Král sice nemohl odvolat hodnostáře nebo preláty, kteří byli jmenováni na doživotí, ale jeho snahou bylo být s těmito vlivnými osobnostmi zadobře. 
K právu volby krále se zřejmě pojila i možnost sesazení nepopulárního krále. Nicméně toto právo bylo uplatněno pouze ve dvou případech v letech 757 a 774 kdy byli odvoláni wessexský král Sigeberht a northumbrijský král Alherd. Moc witenagemotu je možno demonstrovat na následující události. Roku 1013 král Ethelred II. utekl ze země před dánsko-norským králem Svenem Vidlím vousem, který se poté prohlásil i králem Anglie. Následujícího roku Sven zemřel a Ethelred byl witenagemotem povolán zpět do země. Podle Anglosaské kroniky ho však sněm povolal zpět pod podmínkou, že bude vládnout lépe než předtím. Což Ethelred přislíbil a byl tedy znovu jmenován vládcem.

## Funkce a odkaz
Členové sněmu radili jakým způsobem spravovat a řídit království, jednali o daních a zákonech a podíleli se na organizaci vnitřní i vnější bezpečnosti země. Tento sněm je v jistém smyslu možno považovat za předchůdce parlamentu, ale měl podstatně jiné pravomoci a omezení, například neexistenci formálních procedur, pravidelnosti jednání nebo místa jednání. Witenagemot mohl zabránit autokracii v době mezivládí. Ale zatímco král se musí zodpovídat parlamentu, členové tohoto sněmu se zodpovídali králi. Sněm také zasedal pouze tehdy, když byl svolán a jeho svolání bez vědomí panovníka mohlo být považováno za zradu. Sněm byl spíše poradním orgánem. Záleželo tak na králi a jeho schopnostech jaká byla reálná moc sněmu.
I když nebylo datum jednání sněmu určené, běžně se scházel minimálně jednou ročně a běžně několikrát za rok. Neexistovalo sídlo witenagemotu a všeobecně se scházel tam, kde se momentálně nacházel panovník, který většinou neměl stálé sídlo dvora. Schůze sněmu se tak konaly minimálně na 116 místech, včetně Gloucesteru, Londýna a Winchesteru. Jednání se konalo většinou na panstvích panovníka, ale také mimo jiné na otevřených prostranstvích (na kopci, v údolí nebo u památného stromu).
Nejznámějšími jednáními witenagemotu byl sněm 5. ledna 1066, který schválil krále Harolda Godwinsona po smrti Eduarda Vyznavače, a roku 1016, kdy schválil rozdělení království mezi Anglosasem Edmundem II. a Dánem Knutem Velikým.
Witenagemot byl zrušen po ovládnutí Anglie Normany roku 1066, kdy byl nahrazen Curia Regis. 

## Původ
Je všeobecně uznáváno, že anglický witenagemot má své kořeny v germánském sněmu svolávaném k dosvědčení darování půdy králem. Charakter tohoto sněmu se ale zhruba od 6. století po nástupu křesťanství změnil. Od té doby byla církev a stát neoddělitelně spojeny, což se odrazilo v silném zastoupení církve v tomto sněmu. Také rozhodnutí witenagemotu se týkalo jak světských, tak i církevních záležitostí.